# Repertuar
Repertuar – lista utworów prezentowanych w określonej placówce kulturalnej w określonym czasie lub takich, które dany wykonawca jest w stanie wykonać na zamówienie. 
W przenośni, w kontekście artysty lub grupy artystów, mówi się o repertuarze w sensie jego ogólnych możliwości wykonawczych. Repertuarem nazywa się też w teatrach, kinach i filharmoniach druki akcydensowe (plakaty, ulotki, foldery), których główną część stanowi lista proponowanych utworów z ich omówieniem.